# Harrison (Name)
Harrison ist ein englischer Vor- und Familienname.

## Herkunft
Der Name ist ein patronymisch gebildeter Familienname mit der Bedeutung Harrys Sohn.

## Namensträger

### Vorname
- Harrison Birtwistle (1934–2022), britischer Komponist
- Harrison Dillard (1923–2019), US-amerikanischer Leichtathlet
- Harrison Ford (Stummfilmschauspieler) (1884–1957), US-amerikanischer Schauspieler
- Harrison Ford (* 1942), US-amerikanischer Schauspieler
- Harrison Gimbel (* 1990), US-amerikanischer Pokerspieler
- Harrison Kennedy (* 1989), liberianischer Fußballspieler
- Harrison Page (* 1941), US-amerikanischer Schauspieler
- Harrison Schmitt (* 1935), US-amerikanischer Astronaut und Politiker
- Harrison Voight (* 2006), australischer Motorradrennfahrer
- Harrison Weir (1824–1906), britischer Künstler und Rassekatzenzüchter

### Familienname

#### A
- Aaron Harrison, US-amerikanischer Basketballspieler
- Abram Harrison (1898–1979), kanadischer Politiker (Manitoba)
- Albert Galliton Harrison (1800–1839), US-amerikanischer Politiker
- Albertis S. Harrison (1907–1995), US-amerikanischer Politiker
- Alexander Harrison (1853–1930), US-amerikanischer Marinemaler
- Alvin Harrison (* 1974), US-amerikanischer Leichtathlet
- Amy Harrison (* 1996), australische Fußballspielerin
- Andrew Harrison (Schauspieler) (* 1957), britischer Schauspieler
- Andrew Harrison (Badminton) (* 1980), kanadischer Badmintonspieler
- Andrew Harrison (Rollstuhlrugbyspieler) (* 1987), australischer Rollstuhlrugbyspieler
- Andrew Harrison (Basketballspieler) (* 1994), US-amerikanischer Basketballspieler
- Anna Harrison (1775–1864), US-amerikanische First Lady
- Anna J. Harrison (1912–1998), US-amerikanische Chemikerin und Hochschullehrerin
- Audley Harrison (* 1971), britischer Boxer

#### B
- Beatrice Harrison (1892–1965), englische Cellistin
- Ben Harrison (Rugbyspieler) (* 1988), irischer Rugby-League-Spieler
- Ben Harrison (Snookerspieler) (* 1991), englischer Snookerspieler
- Ben Harrison (Animator), Animator und Filmregisseur
- Benjamin Harrison (1833–1901), US-amerikanischer Politiker, Präsident 1889 bis 1893
- Benjamin Harrison V (1726–1791), US-amerikanischer Plantagenbesitzer und Politiker
- BJ Harrison (* 1950), US-amerikanische Schauspielerin
- Bret Harrison (* 1982), US-amerikanischer Schauspieler
- Brian Harrison († 2014), US-amerikanischer Musiker und Produzent
- Burr Harrison (1904–1973), US-amerikanischer Politiker

#### C
- Calvin Harrison (* 1974), US-amerikanischer Leichtathlet
- Campbell Harrison (* 1997), australischer Sportkletterer
- Carey Harrison (1944–2025),  englischer Romanautor, Dramatiker, Drehbuch- und Hörspielautor, Übersetzer und Hochschullehrer
- Carol Harrison (* 1960), britische Theologin
- Caroline Harrison (1832–1892), US-amerikanische First Lady
- Carter Bassett Harrison (1756–1808), US-amerikanischer Politiker (Virginia)
- Catherine Harrison (* 1994), US-amerikanische Tennisspielerin
- Charles W. Harrison (1878–1965), US-amerikanischer Sänger (Tenor)
- Charles Harrison (Designer) (* 1931), US-amerikanischer Produktdesigner
- Charles Harrison (Künstler) (1942–2009), britischer Konzeptkünstler und Kunsthistoriker
- Chester William Harrison (1913–1994), US-amerikanischer Schriftsteller und Fotograf
- Christian Harrison (* 1994), US-amerikanischer Tennisspieler
- Christie Harrison-Murray (* 1990), schottische Fußballspielerin
- Christopher Harrison (1775–1862), US-amerikanischer Politiker
- Clifford Harrison (1927–1988), US-amerikanischer Eishockeyspieler
- Clint-Cotis Harrison (* 1976), US-amerikanischer Basketballspieler
- Colin Harrison (* 1960), US-amerikanischer Schriftsteller und Verlagslektor
- Connor Harrison (* 1993), neuseeländischer Eishockeyspieler
- Conrad Harrison, britischer Motorradrennfahrer
- Craig Harrison (Schriftsteller) (* 1942), neuseeländischer Schriftsteller
- Craig Harrison (Snookerspieler), englischer Snookerspieler
- Craig Harrison (Soldat) (* 1974), britischer Scharfschütze
- Craig Harrison (Fußballspieler) (* 1977), englischer Fußballspieler und -trainer
- Cuth Harrison (1906–1981), britischer Automobilrennfahrer

#### D
- Damon Harrison (* 1988), US-amerikanischer American-Football-Spieler
- Daniel Harrison (Musikwissenschaftler) (* 1959), US-amerikanischer Musikwissenschaftler und Hochschullehrer
- Daniel Harrison (Rugbyspieler) (* 1988), australischer Rugby-League-Spieler
- David Harrison (Fußballspieler), englischer Fußballspieler und -trainer
- David Harrison (Zoologe) (David Lakin Harrison; 1926–2015), britischer Zoologe
- David Harrison (Künstler) (* 1954), britischer Maler und Bildhauer
- David Harrison (Jockey) (* 1972), walisischer Flat-Racing-Jockey
- David Harrison (Basketballspieler) (* 1982), US-amerikanischer Basketballspieler
- David Howard Harrison (1843–1905), kanadischer Politiker
- Dean Harrison (* 1989), britischer Motorradrennfahrer
- Debra Harrison-Lowe, US-amerikanische Schauspielerin
- Dennis Patrick Harrison (1918–2002), US-amerikanischer Schauspieler, siehe Dennis Patrick
- Derek Harrison (Radsportler) (1944–2018), britischer Radsportler
- Derek Harrison (Fußballspieler) (* 1950), englischer Fußballspieler
- Dhani Harrison (* 1978), britischer Musiker
- Dick Harrison (* 1966), schwedischer Historiker und Hochschullehrer
- Doane Harrison (1894–1968), US-amerikanischer Filmeditor und Produzent
- Donald Harrison (* 1960), US-amerikanischer Saxofonist

#### E
- E. Hunter Harrison (Ewing Hunter Harrison; 1944–2017), amerikanischer Eisenbahnmanager
- Earl G. Harrison (1899–1955), US-amerikanischer Jurist
- Edward Harrison (Kolonialadministrator) (1674–1732), britischer Kolonialadministrator und Politiker
- Edward David Robert Harrison (Edward David Robert Harrisin; * 1954), britischer Historiker und Hochschullehrer
- Edward Philip Harrison (1877–1947), britischer Physiker und Meteorologe
- Edward Robert Harrison (1919–2007), britischer Astronome and Kosmologe

- Eleanor Ritchie-Harrison (1854–1895), australische Malerin
- Elizabeth Harrison (1849–1927), US-amerikanische Pädagogin
- Eric Harrison Jr. (* 1999), Sprinter aus Trinidad und Tobago

#### F
- Fiona Harrison (* 1964), US-amerikanische Astrophysikerin
- Francis Burton Harrison (1873–1957), US-amerikanischer Politiker
- Francis Charles Harrison (1871–1952), kanadischer Mikrobiologe
- Francis James Harrison (1912–2004), US-amerikanischer Geistlicher, Bischof von Syracuse
- Frank G. Harrison (1940–2009), US-amerikanischer Politiker
- Frederic Harrison (1831–1923), englischer Schriftsteller und Politiker

#### G
- Gavin Harrison (* 1963), britischer Schlagzeuger
- Geff Harrison (* 1948), englischer Musiker
- Geoffrey Wedgwood Harrison (1908–1990), britischer Diplomat
- George Harrison (Politiker) (1811–1885), schottischer Politiker, Lord Provost von Edinburgh
- George Harrison (Fußballspieler, 1892) (1892–1939), englischer Fußballspieler
- George Harrison (Fußballspieler, 1900) (1900–??), englischer Fußballspieler
- George Harrison (Schwimmer) (1939–2011), US-amerikanischer Schwimmer
- George Harrison (1943–2001), britischer Musiker
- George Donald Harrison (1889–1956), US-amerikanischer Orgelbauer
- George Paul Harrison (1841–1922), US-amerikanischer Rechtsanwalt, Offizier und Politiker
- Ginette Harrison (1958–1999), britische Bergsteigerin
- Glenn Harrison (* 1955), australischer Wirtschaftswissenschaftler und Hochschullehrer
- Gregory Harrison (* 1950), US-amerikanischer Schauspieler

#### H
- Harry Harrison (1925–2012), US-amerikanischer Schriftsteller
- Harvey Harrison (* 1944), britischer Kameramann
- Harwood Harrison (1907–1980), britischer Politiker
- Helen Harrison († 2015), US-amerikanische Autorin
- Helen Mayer Harrison (1927–2018), US-amerikanische Künstlerin, siehe Helen Mayer Harrison und Newton Harrison
- Henrietta Harrison (* 1967), britische Historikerin und Sinologin
- Henry Harrison (Politiker, um 1712) (um 1712–1766), britischer Kolonialpolitiker, Bürgermeister von Philadelphia
- Henry Harrison (Architekt) (1785–1865), britischer Architekt
- Henry Harrison (Politiker, 1867) (1867–1954), irischer Politiker
- Henry Baldwin Harrison (1821–1901), US-amerikanischer Politiker
- Henry C. Harrison (1836–1929), australischer Fußballspieler
- Henry Sydnor Harrison (1880–1930), US-amerikanischer Schriftsteller
- Horace Harrison (1829–1885), US-amerikanischer Politiker
- Hubert Harrison (Schriftsteller) (1883–1927), west-indisch-amerikanischer Schriftsteller und politischer Aktivist
- Hubert Harrison (Journalist) (1898–nach 1939), britischer Journalist

#### I
- Ian Harrison (* 1939), englischer Tischtennisspieler

#### J
- J. Michael Harrison (John Michael Harrison; * 1944), US-amerikanischer Mathematiker
- Jack Harrison (* 1996), englischer Fußballspieler
- Jack Heslop-Harrison (1920–1998), britischer Botaniker

- Jade Harrison  (* 1980), britische Schauspielerin
- Jaime Harrison (* 1976), US-amerikanischer Politiker (Demokratische Partei)
- James Harrison (Architekt) (1814–1866), englischer Architekt
- James Harrison (Ingenieur) (1816–1893), australischer Zeitungsherausgeber und Ingenieur
- James Harrison (Politiker) (1899–1959), britischer Politiker
- James Harrison (Gouverneur) (1912–1971), australischer Offizier und Politiker
- James Harrison (Footballspieler) (* 1978), US-amerikanischer Footballspieler
- James Albert Harrison (1848–1911), US-amerikanischer Literaturwissenschaftler und Edgar-Allan-Poe-Forscher
- James Christopher Harrison (1936–2025), australischer Blutspender
- James Maurice Harrison (1892–1971), britischer Arzt und Amateur-Ornithologe
- James T. Harrison (1848–1934), US-amerikanischer Politiker
- James Thomas Harrison (1811–1879), US-amerikanischer Jurist und Politiker
- Jane Harrison (* 1960), australische Theaterschriftstellerin und Aborigine
- Jane Ellen Harrison (1850–1928), britische Altertumswissenschaftlerin und Feministin
- Jane Irwin Harrison (1804–1845), US-amerikanische First Lady
- Jay Harrison (* 1982), kanadischer Eishockeyspieler
- Jenilee Harrison (* 1958), US-amerikanische Schauspielerin
- Jenny Harrison (* 1949), US-amerikanische Mathematikerin
- Jessica Harrison (* 1977), französische Triathletin
- Jim Harrison (1937–2016), US-amerikanischer Schriftsteller
- Jimmy Harrison (Jazzmusiker) (James Henry Harrison; 1900–1931), US-amerikanischer Jazzmusiker
- Jimmy Harrison (Fußballspieler) (James Charles Harrison; 1921–2004), englischer Fußballspieler
- Joan Harrison (Drehbuchautorin) (1907–1994), englische Drehbuchautorin
- Joan Harrison (Schwimmerin) (1935–2025), südafrikanische Schwimmerin
- Joan Harrison (Cellistin), kanadische Cellistin und Autorin
- John Harrison (Uhrmacher) (1693–1776), englischer Uhrmacher
- John Harrison (Chemiker) (1773–1833), US-amerikanischer Chemiker
- John Harrison (Fußballspieler, 1901) (1901–??), englischer Fußballspieler
- John Harrison (Fußballspieler, 1927) (1927–2015), englischer Fußballspieler
- John Harrison (Fußballspieler, 1932) (* 1932), walisischer Fußballspieler
- John Harrison (Bergsteiger) (1932–1966), neuseeländischer Bergsteiger
- John Harrison (Fußballspieler, 1946) (* 1946), englischer Fußballspieler
- John Harrison (Filmemacher) (* 1948), US-amerikanischer Filmemacher
- John Harrison (Schriftsteller) (* 1952), britischer Schriftsteller und Abenteurer
- John Harrison (Fußballspieler, 1958) (* 1958), englischer Fußballspieler
- John Harrison (Fußballspieler, 1961) (* 1961), englischer Fußballspieler
- John Harrison (Musiker) († 2012), britischer Bassist
- John Leonard Harrison (1917–1972), britischer Zoologe
- John R. Harrison (* 1933), US-amerikanischer Journalist
- John Scott Harrison (1804–1878), US-amerikanischer Politiker
- John William Heslop-Harrison (1881–1967), britischer Botaniker
- Jordan Harrison (* 1977), US-amerikanischer Dramatiker
- Joshua Harrison (* 1995), australischer Radsportler
- Justin Harrison (* 1974), australischer Rugby-Union-Spieler
- JuVaughn Harrison (* 1999), US-amerikanischer Leichtathlet

#### K
- Kathleen Harrison (1892–1995), britische Schauspielerin
- Kayla Harrison (* 1990), US-amerikanische Judoka
- Keith Harrison (* 1933), britischer Radrennfahrer
- Kelvin Harrison Jr. (* 1994), US-amerikanischer Fernseh- und Filmschauspieler
- Kendra Harrison (* 1992), US-amerikanische Hürdenläuferin
- Kenny Harrison (* 1965), US-amerikanischer Leichtathlet
- Kerrin Harrison (* 1964), neuseeländischer Badmintonspieler
- Kim Harrison (* 1966), US-amerikanische Schriftstellerin
- Kyle Harrison (* 1982), US-amerikanischer Lacrosse-Spieler

#### L
- L. Birge Harrison (1854–1929), US-amerikanischer Genre- und Landschaftsmaler, Lehrer und Schriftsteller
- Leanne Harrison (* 1958), australische Tennisspielerin
- Linda Harrison (* 1945), US-amerikanische Filmschauspielerin und Fotomodell
- Lisi Harrison (* 1975), kanadische Autorin
- Lou Harrison (1917–2003), US-amerikanischer Komponist
- Lyndon Harrison, Baron Harrison (1947–2024), britischer Politiker (Labour)

#### M
- M. John Harrison (* 1945), britischer Schriftsteller
- Margaret Harrison (Violinistin) (1899–1995), britische Violinistin
- Margaret Harrison (Philanthropin) (1938–2015), britische Philanthropin
- Margaret Harrison (Künstlerin) (* 1940), britische Künstlerin und Feministin
- Marvin Harrison (* 1972), US-amerikanischer American-Football-Spieler
- Marvin Harrison Jr. (* 2002), US-amerikanischer American-Football-Spieler
- Mary Harrison McKee (1858–1930), US-amerikanische Präsidententochter und First Lady
- Matthew C. Harrison (* 1962), US-amerikanischer Theologe und Präsens
- Max Harrison (* vor 1955), britischer Musikkritiker und Jazzautor
- May Harrison (1890–1959), britische Violinistin
- Melissa Harrison (* 1975), britische Schriftstellerin
- Michael Harrison (Schriftsteller) (1907–1991), britischer Autor
- Michael Harrison, Künstlername von Sunset Carson (1920–1990), US-amerikanischer Schauspieler
- Michael Harrison (Musiker), US-amerikanischer Pianist, Komponist und Erfinder
- Michael A. Harrison, US-amerikanischer Informatiker
- Michael Allen Harrison (* 1958), US-amerikanischer Pianist, Singer-Songwriter, Komponist und Musikproduzent
- Michelle Harrison (Filmeditorin), US-amerikanische Filmeditorin
- Michelle Harrison (Schauspielerin) (* 1975), US-amerikanische Schauspielerin
- Michelle Harrison (Schriftstellerin)  (* 1979), britische Schriftstellerin
- Michelle Harrison (Leichtathletin)  (* 1992), kanadische Hürdenläuferin
- Mike Harrison (Musiker) (1942–2018), britischer Musiker, Mitglied von Spooky Tooth
- Mike Harrison (Rugbyspieler) (Michael Edward Harrison; * 1956), neuseeländischer Rugby-Union-Spieler
- Mike Harrison (Bischof) (* 1963), britischer anglikanischer Theologe, Bischof von Leicester
- Monica Harrison (1897–1983), englische Sängerin
- Mýa Marie Harrison (* 1979), US-amerikanische Sängerin und Schauspielerin, siehe Mýa

#### N
- Nevin Harrison (* 2002), US-amerikanische Kanutin
- Newton Harrison (1932–2022), US-amerikanischer Künstler, siehe Helen Mayer Harrison und Newton Harrison
- Nicole Harrison (* 1994), australisches Model
- Noel Harrison (1934–2013), britischer Sänger, Schauspieler und Skifahrer

#### O
- Olivia Harrison (* 1948), britische Ehefrau von George Harrison mexikanischer Herkunft

#### P
- Pat Harrison (1881–1941), US-amerikanischer Politiker
- Paul Harrison (Drehbuchautor), Drehbuchautor, Produzent und Regisseur
- Paul Harrison (Journalist) (Paul Anthony Harrison; * 1945), britischer Journalist und Autor
- Paul Harrison (Eishockeyspieler) (* 1955), kanadischer Eishockeytorwart
- Paul Harrison (Fernsehregisseur), britischer Fernsehregisseur und Produzent
- Paul Harrison (Gewichtheber) (* 1966), australischer Gewichtheber
- Paul Harrison (Fußballspieler) (* 1984), englischer Fußballtorhüter
- Paul Carter Harrison (* 1936), US-amerikanischer Schriftsteller und Literaturwissenschaftler
- Paul J. Harrison (Paul James Harrison; 1941–2016), kanadischer Meeresbiologe
- Paul W. Harrison (Paul Wilberforce Harrison; 1883–1962), US-amerikanischer Arzt und Missionar
- Peter Harrison (Architekt) (1716–1775), britischer Architekt
- Peter Harrison (Fußballspieler) (1927–2006), englischer Fußballspieler
- Peter Harrison (Unternehmer) (* 1937), britischer Unternehmer und Segler
- Peter Harrison (Ornithologe) (* 1946), britischer Vogelkundler
- Peter Harrison (Historiker) (* 1955), australischer Historiker
- Peter D’Arcy Harrison (1937–2013), kanadischer Altamerikanist
- Peter Lynton Harrison, australischer Ökologe

#### Q
- Queen Harrison (* 1988), US-amerikanische Hürdenläuferin

#### R
- Ralph Harrison (Leichtathlet) (1885–1966), britischer Geher
- Ralph Harrison (Fußballspieler) (* 1926), englischer Fußballspieler
- Randy Harrison (* 1977), US-amerikanischer Schauspieler
- Raymond Harrison (1929–2000), britischer Fechter
- Regan Harrison (* 1978), australischer Schwimmer
- Rex Harrison (1908–1990), britischer Schauspieler
- Rich Harrison (* 1975), US-amerikanischer Musikproduzent
- Richard Harrison (General) (1837–1931), britischer General
- Richard Harrison (* 1935), US-amerikanischer Schauspieler
- Richard A. Harrison (1824–1904), US-amerikanischer Politiker
- Richard John Harrison (1920–1999), britischer Anatom und Meeresbiologe
- Rick Harrison (* 1965), US-amerikanischer Geschäftsmann und Reality-TV-Persönlichkeit aus der Serie Die Drei vom Pfandhaus
- Rob Harrison (* 1959), britischer Leichtathlet
- Robert Harrison (Brownist) († 1585), englischer Brownist
- Robert Harrison (Mediziner) (1796–1858), britischer Chirurg
- Robert Harrison (Verleger) (1905–1978), US-amerikanischer Verleger, Herausgeber des Klatschmagazins Confidential
- Robert Dinsmore Harrison (1897–1977), US-amerikanischer Politiker
- Robert Hanson Harrison (1745–1790), US-amerikanischer Jurist
- Robert J. Harrison (* 1960), britischer Chemiker
- Robert Pogue Harrison (* 1954), US-amerikanischer Romanist und Kulturphilosoph
- Rodney Harrison (* 1972), US-amerikanischer American-Football-Spieler
- Róisín Harrison (* 1996), irische Sprinterin
- Ross Granville Harrison (1870–1959), US-amerikanischer Zoologe
- Ryan Harrison (* 1992), US-amerikanischer Tennisspieler

#### S
- Sabrina Ward Harrison (* 1975), kanadische Künstlerin und Autorin
- Sam Harrison (Samuel James Harrison; * 1992), walisischer Radsportler
- Samuel Harrison (Sänger) (1760–1812), britischer Sänger (Tenor) und Komponist
- Samuel Harrison (Politiker) (Samuel Bealey Harrison; 1802–1867), kanadischer Politiker
- Samuel Smith Harrison (1780–1853), US-amerikanischer Politiker
- Sarah Harrison (Schriftstellerin) (* 1946), britische Schriftstellerin
- Sarah Harrison (Journalistin) (* 1982), britische Journalistin
- Sarah Harrison (Musikerin) (* 1990), maltesisch-britische Singer-Songwriterin, DJ und Produzentin
- Sarah Harrison (Webvideoproduzentin) (* 1991), Webvideoproduzentin, Influencerin und Reality-Show-Teilnehmerin
- Sarah Cecilia Harrison (1863–1941), irische Porträtmalerin und Nationalistin, Sozialreformerin und Feministin
- Schae Harrison (* 1963), US-amerikanische Schauspielerin
- Scott Harrison (* 1977), britischer Boxer
- Sebastian Harrison (* 1965), US-amerikanischer Schauspieler
- Shaina Harrison (* 1994), kanadische Sprinterin
- Shaun Harrison (* 1994), neuseeländischer Eishockeyspieler
- Shawn Harrison (* 1973), US-amerikanischer Schauspieler
- Sofia Harrison (* 1999), US-amerikanisch-philippinische Fußballspielerin
- Stephen Harrison (Filmeditor), englischer Filmeditor
- Stephen Harrison (Bobfahrer), neuseeländischer Bobfahrer
- Stephen C. Harrison (* 1943), US-amerikanischer Biochemiker
- Stephen J. Harrison (* 1960), britischer Latinist und Hochschullehrer
- Sydney Gerald Harrison (1924–1988), englischer Botaniker

#### T
- Tamee Harrison (* 1979), österreichische Popsängerin
- Terry Harrison (* 1955), britischer Paläoanthropologe
- Thomas Harrison (Gelehrter) (1555–1631), britischer Gelehrter und Übersetzer
- Thomas Harrison (General, 1606) (1606–1660), englischer Jurist und General
- Thomas Harrison (Architekt) (1744–1829), englischer Architekt
- Thomas Harrison (Radsportler) (* 1942), australischer Radrennfahrer
- Thomas Harrison (General, 1823) (1823–1891), US-amerikanischer General
- Thomas Skelton Harrison (1837–1919), US-amerikanischer Diplomat
- Thomas Alexander Harrison (1853–1930), US-amerikanischer Maler
- Thomas Elliot Harrison (1808–1888), englischer Ingenieur
- Thomas W. Harrison (1856–1935), US-amerikanischer Politiker
- Thomas Harrison (Althistoriker) (* 1969), englischer Architekt
- Tillson Lever Harrison (1881–1947), kanadischer Chirurg
- Tinsley R. Harrison (1900–1978), US-amerikanischer Arzt
- T. Mark Harrison (* 1952), US-amerikanischer Geologe und Geochemiker
- Tom Harrison-Read, britischer Filmeditor
- Tony Harrison (* 1937), englischer Dichter, Bühnenautor und Übersetzer
- Tony Harrison (Boxer) (* 1990), US-amerikanischer Boxer

#### V
- Vernon Harrison (1912–2001), englischer Physiker und Fälschungsprüfer

#### W
- Wallace Harrison (1895–1981), US-amerikanischer Architekt
- Walter Harrison (1921–2012), britischer Politiker (Labour Party)
- Walter A. Harrison (1930–2024), US-amerikanischer Physiker
- Wayne Harrison (Regisseur) (* 1953), australischer Theaterregisseur
- Wayne Harrison (Fußballspieler, 1957) (* 1957), englischer Fußballspieler und -trainer
- Wayne Harrison (Fußballspieler, 1967) (1967–2013), englischer Fußballspieler
- Wayne Harrison (Schauspieler), Schauspieler
- Wendell Harrison (* 1942), US-amerikanischer Saxophonist und Klarinettist
- Wilbert Harrison (1929–1994), US-amerikanischer Musiker und Sänger
- William Harrison (Geistlicher) (1534–1593), englischer Geistlicher und Autor
- William Hardin Harrison (1933–2024), US-amerikanischer Generalleutnant im Ruhestand
- William Harrison (Autor) (1933–2013), US-amerikanischer Autor
- William Harrison junior (vor 1786–nach 1813), US-amerikanischer Politiker
- William Henry Harrison (1773–1841), US-amerikanischer Politiker, Präsident 1841
- William Henry Harrison (Politiker, 1896) (1896–1990), US-amerikanischer Politiker
- William Kelly Harrison (1895–1987), US-amerikanischer Generalleutnant

#### Y
- Yolande Heslop-Harrison, britische Botanikerin